# Nino Bertasio

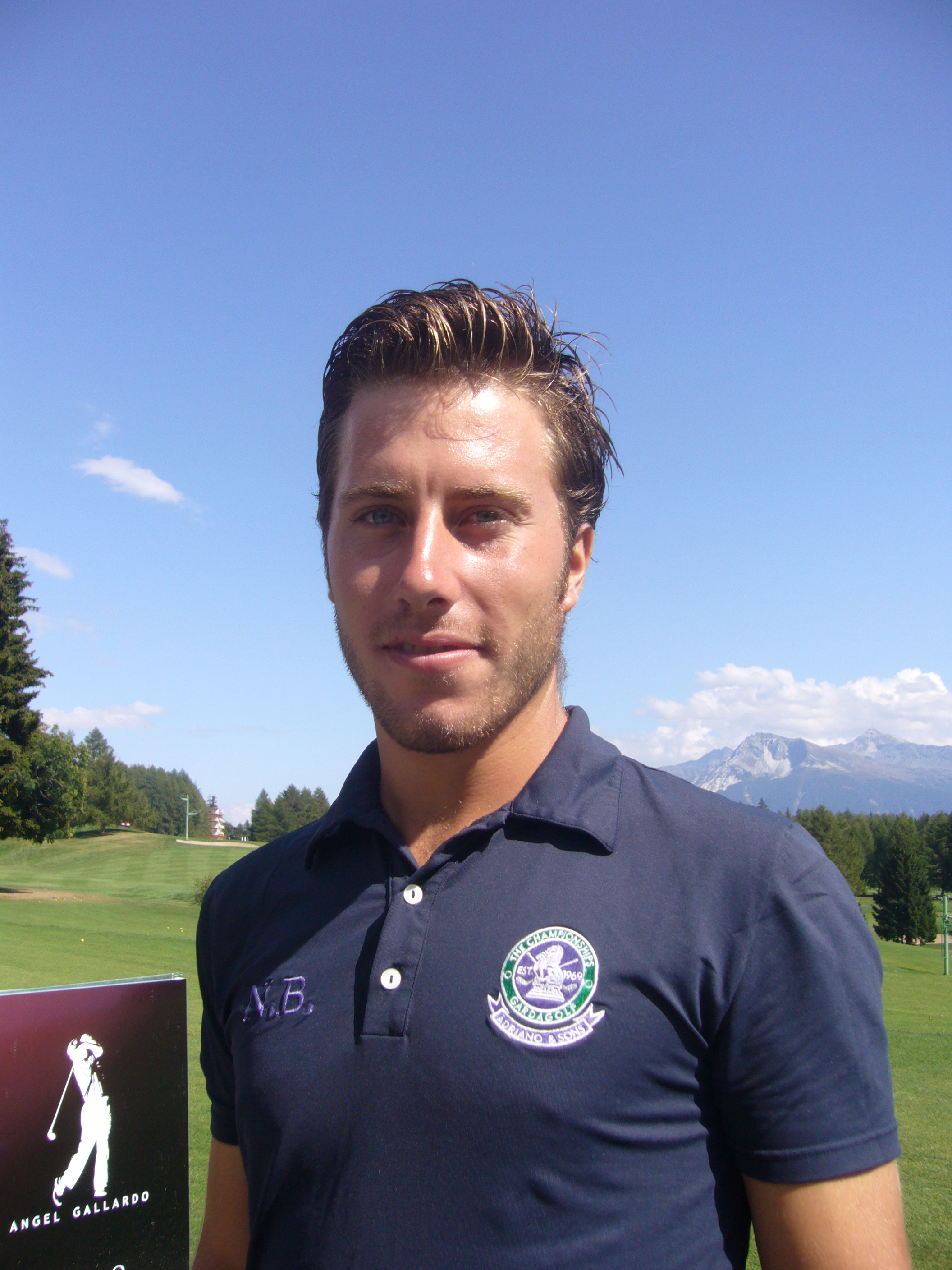
European Masters 2009

Nino Bertasio (Zurich, 30 juli 1988) is een golfer uit Italië. Hij is lid van de Garda Golf & Country Club.

## Amateur
In 2008 won hij het Italiaans Amateur Kampioenschap, hetgeen hem onder andere een uitnodiging bezorgde voor de European Masters in Crans.
In 2009 vestigde hij een baanrecord met 64 tijdens het ELTK op de Conwy Golf Club. Hij won Stage 1 van de Tourschool op de Circolo Golf Bogogno en werd vierde in Stage 2.
In 2010 speelde hij de European Nations Cup in Sotogrande. Het Engelse team bestond uit Tommy Fleetwood, Matt Haines, Tom Lewis en Chris Paisley, zij wonnen voor de vijfde keer en mogen de cup houden. Italië eindigde op de tweede plaats. Bertasio won individueel, Tommy Fleetwood werd 2de (inclusief hole-in-one) en Robin Kind werd 7de. 
Ook speelde hij op de Challenge Tour het Toscaans Open, waar hij de beste amateur was. Hij probeerde eind 2010 een tourkaart te krijgen via de Tourschool, hij werd 7de in Stage 1 op Bogogno maar hij kwalifeceerde zich niet voor de finale.

### Gewonnen
- 2008: NK Strokeplay (276)
- 2009: Tourschool (Stage 1) op de Circolo Golf Bogogna
- 2010: European Nations Cup individueel (-13)

### Teams
- Jacques Leglise Trophy: 2010 op Castelconturbia Golf Club
- European Nations Cup: 2010

## Professional
Begin 2011 werd de 22-jarige Bertasio professional en al in februari won hij het Cimar Open Samanah in Marrakesh, Marokko met een score van 209 (-7).

### Gewonnen
Nationale Pilsner Urquell Pro Tour
- 2011: Nationaal Open (-15) na play-off tegen Nicolò Ravano

EPD Tour
- 2011: Cimar Open Samanah (-7)